# Parki regionalne we Francji
Parki regionalne we Francji (fr. Parc naturel régional - „regionalny park przyrodniczy”) – forma wielkoobszarowa ochrony przyrody tworzone przez gminy przy wsparciu państwa w celu ochrony dużych obszarów niezurbanizowanych o wyróżniających się wartościach przyrodniczych, kulturalnych i krajobrazowych.
Prawo do zakładania regionalnych parków przyrody ustanowił dekretem Charles de Gaulle 1 marca 1967. Pierwszym parkiem, który został stworzony, był Parc naturel régional - Saint-Amand-Raisme w maju tego samego roku.
Aktualnie istnieje 51 parków, z czego 49 w części europejskiej. Zajmują obszar 13% kraju na ponad 70 tysiącach km², a na ich terenie mieszka ponad 3 miliony ludzi, czyli zagęszczenie ludności wynosi 41 msk/km², dwukrotnie mniej niż dla całej Francji. Większość parków leży na terenach wyludniających się, bądź podlegających silnej presji ze strony aglomeracji miejskich. W projekcie mniej lub bardziej zaawansowanym są kolejne parki.
Każdy park posiada swoją kartę określającą sposoby ochrony przyrody, środki pozwalające na harmonijny rozwój itp.; determinuje on kierunki i podstawy ochrony krajobrazu na jego terenie.
Parki regionalne posiadają swoją markę prawnie chronioną przez państwo. Pozwala ona lepiej promować produkty i usługi gospodarki lokalnej.
Wszystkie parki krajobrazowe są zrzeszone w federacji (La Fédération des Parcs Naturels Régionaux) mającej na celu wspierać i kontrolować pracę parków oraz prowadzić ich promocję. W trakcie powoływania nowego parku, lub nowej karty parku opinia tej instytucji jest obowiązkowa.
Odpowiednikiem regionalnych parków przyrody we Francji są polskie parki krajobrazowe. Analogiczną formą ochrony przyrody są też brytyjskie parki narodowe. Innymi francuskimi wielkoobszarowymi formami ochrony przyrody są parki morskie i parki narodowe.

## Lista regionalnych parków przyrody
| Nazwa                                           | Założony             | Obszar [km²]       | Ludność [tys.] | Region                                               | Krótka charakterystyka | Widok |
| ----------------------------------------------- | -------------------- | ------------------ | -------------- | ---------------------------------------------------- | --- | ----- |
| Park Regionalny Scarpe-Skalda                   | 13 września 1968     | 485                | 190            | Hauts-de-France                                      | Najmniejszy francuski park regionalny chroni bioróżnorodność i dziedzictwo górnicze (na liście dziedzictwa kultury UNESCO) w silnie zurbanizowanym obszarze. W składzie Transgranicznego Parku Równin Hainaut                                   |       |
| Park Regionalny Armoryki                        | 30 września 1969     | 1250               | 63,6           | Bretania                                             | Różnorodne krajobrazy zachodniej Bretanii, graniczy z parkiem morskim i rezerwatem biosfery UNESCO Morza Iroise |       |
| Park Regionalny Camargue                        | 25 września 1970     | 1200               | 7,4            | Prowansja-Alpy-Lazurowe Wybrzeże                     | Ochrona jednego z najcenniejszych ornitologicznie siedlisk Europy w delcie Rodanu. Rezerwat biosfery UNESCO. W granicach znajduje się narodowy rezerwat przyrody Camargue o pow. 13117 ha                                                       |       |
| Park Regionalny Brière                          | 16 października 1970 | 490                | 75             | Kraj Loary                                           | Unikalny krajobraz bagienno-rolniczy opodal ujścia Loary do Atlantyku |       |
| Park Regionalny Forêt d’Orient                  | 16 października 1970 | 715                | 20,3           | Grand Est                                            | Obszar sztucznych jezior i stawów położonych wśród lasów o walorach rekreacyjnych, będących zarazem ważnym przystankiem na trasie wędrówek ptaków                                                                                               |       |
| Park Regionalny Landów Gaskońskich              | 16 października 1970 | 3153               | 60,5           | Nowa Akwitania                                       | Część jednego z najrozleglejszych borów Europy w dorzeczu rzeki Leyre |       |
| Park Regionalny Morvan                          | 16 października 1970 | 2909               | 51,4           | Burgundia-Franche-Comté                              | Ochrona środowiska przyrodniczego gór Morvan i ich aktywizacja ekonomiczna i turystyczna w duchu zrównoważonego rozwoju |       |
| Park Regionalny Vercors                         | 16 października 1970 | 2062               | 46             | Owernia-Rodan-Alpy                                   | Masyw Vercors w Prealpach z najwyższym szczytem Grand Veymont 2341 m n.p.m. |       |
| Park Regionalny Korsyki                         | 12 maja 1972         | 3750               | 26,7           | Korsyka                                              | Ochrona unikatowego krajobrazu kulturowo-przyrodniczego Korsyki (40% wyspy w granicach parku). W granicach rezerwat biosfery Fango |       |
| Park Regionalny Górnej Langwedocji              | 22 października 1973 | 3060               | 90,5           | Oksytania                                            | Cenny w skali międzynarodowej obszar przyrodniczo-kulturowy na skraju stref klimatycznych w górzystej części Masywu Centralnego |       |
| Park Regionalny Boucles de la Seine Normande    | 17 maja 1974         | 810                | 58             | Normandia                                            | Urozmaicony przyrodniczo-kulturowy krajobraz nad dolną Sekwaną będący pod presją dużych aglomeracji miejskich |       |
| Park Regionalny Lotaryngii                      | 17 maja 1974         | 2194               | 72,1           | Grand Est                                            | Krajobrazy kulturowo-przyrodnicze będące pod presją aglomeracji miejskich Lotaryngii |       |
| Park Regionalny Pilat                           | 17 maja 1974         | 700                | 56,1           | Owernia-Rodan-Alpy                                   | Ochrona i waloryzacja dziedzictwa przyrodniczego, kulturowego i ludzkiego w obszarze wschodniego Masywu Centralnego |       |
| Park Regionalny Normandia-Maine                 | 23 października 1975 | 2572               | 92,8           | Normandia, Kraj Loary                                | Dziedzictwo kulturowo-przyrodnicze południowej Normandii i Maine |       |
| Park Regionalny Wogezów Północnych              | 14 lutego 1976       | 1220               | 76             | Grand Est                                            | Cenny przyrodniczo i kulturowo obszaru Wogezów Północnych, będących głównym korytażem ekologicznym z południa na północ Europy. Rezerwat biosfery UNESCO                                                                                        |       |
| Park Regionalny Martyniki                       | 10 września 1976     | 630                | 100            | Martynika                                            | Las tropikalny na karaibskiej wyspie Martynice |       |
| Park Regionalny Montagne de Reims               | 28 września 1976     | 530                | 34,2           | Grand Est                                            | Lasy i krajobraz kulturowy Szampanii wokół Wzgórz Reims |       |
| Park Regionalny Luberon                         | 31 stycznia 1977     | 1747               | 151,7          | Prowansja-Alpy-Lazurowe Wybrzeże                     | Krajobraz gór niskich Luberon. Jako pierwszy we Francji wprowadził politykę ochrony przed zanieczyszczeniem świetlnym. Rezerwat biosfery i geopark UNESCO                                                                                       |       |
| Park Regionalny Queyras                         | 31 stycznia 1977     | 603                | 2,3            | Prowansja-Alpy-Lazurowe Wybrzeże                     | Najrzadziej zaludniony park regionalny Francji kontynentalnej w masywie alpejskim Queyras |       |
| Park Regionalny Wulkanów Owernii                | 25 października 1977 | 3897               | 87,7           | Owernia-Rodan-Alpy                                   | Największy park regionalny Francji chroni unikalny krajobraz wulkaniczny Masywu Centralnego |       |
| Park Regionalny Haute-Vallee de Chevreuse       | 11 grudnia 1985      | 633                | 109            | Île-de-France                                        | Krajobraz agrarno-leśny na skraju aglomeracji paryskiej |       |
| Park Regionalny Livradois-Forez                 | 4 lutego 1986        | 3220               | 109            | Owernia-Rodan-Alpy                                   | Krajobraz przyrodniczo-kulturowy wschodniej Owernii |       |
| Park Regionalny des Caps et Marais d’Opale      | 12 lutego 1986       | 1320               | 186,5          | Hauts-de-France                                      | Ochrona wyróżniającej się części wybrzeża Morza Północnego; bagna Audomarois stanowią rezerwat biosfery UNESCO. Graniczy z Parkiem Morskim Estuariów Pikardii i Wybrzeża Opalowego                                                              |       |
| Park Regionalny Jury Wysokiej                   | 21 kwietnia 1986     | 1700               | 82             | Burgundia-Franche-Comté, Owernia-Rodan-Alpy          | Najwyższa część gór Jury, ważny korytarz ekologiczny łączący Alpy z północno-zachodnią Europą |       |
| Park Regionalny Ballons des Vosges              | 5 czerwca 1989       | 2915               | 256            | Grand Est, Burgundia-Franche-Comté                   | Najwyższa część Wogezów z charakterystycznymi łąkami wysokogórskimi, formami polodowcowymi, lasami (w tym mającymi cechy zbliżone do puszcz pierwotnych w rezerwacie Grand Ventron) i krajobrazem kulturowym na pograniczu romańsko-germańskim. |       |
| Park Regionalny Brenne                          | 22 grudnia 1989      | 1766               | 32,8           | Region Centralny-Dolina Loary                        | Różnorodne krajobrazy środkowej Francji. Liczne ekosystemy wodne, lasy i łąki |       |
| Park Regionalny Marais du Cotentin et du Bessin | 14 maja 1991         | 1450               | 64,5           | Normandia                                            | Unikatowy krajobraz bagien i terenów podmokłych w zachodniej Normandii |       |
| Park Regionalny Chartreuse                      | 6 maja 1995          | 767                | 46,3           | Owernia-Rodan-Alpy                                   | Cenny historycznie i przyrodniczo krajobraz alpejskiego masywu Chartreuse. Na terenie parku znajduje się słynny klasztor Wielkiej Kartuzji, macierzysty dla zakonu kartuzów                                                                     |       |
| Park Regionalny Grands Causses                  | 6 maja 1995          | 3271               | 68,5           | Oksytania                                            | Wyjątkowy krajobraz przyrodniczy płaskowyżów południowego Masywu Centralnego poprzecinanych jednymi z najdłuższych w Europie wąwozami |       |
| Park Regionalny Vexin français                  | 9 maja 1995          | 710                | 78             | Île-de-France                                        | Krajobraz rolniczy na skraju aglomeracji paryskiej |       |
| Park Regionalny Massif des Bauges               | 7 grudnia 1995       | 900                | 60             | Owernia-Rodan-Alpy                                   | Jeden z najbardziej różnorodnych geologicznie i przyrodniczo masywów francuskich Alp, ma status geoparku UNESCO |       |
| Park Regionalny Loara-Andegawenia-Turenia       | 30 maja 1996         | 2709               | 181            | Region Centralny-Dolina Loary, Kraj Loary            | Położony w zachodniej części słynnego na całym świecie obszaru zamków nad Loarą ma na celu chronić unikatowy krajobraz regionu w duchu zrównoważonego rozwoju                                                                                   |       |
| Park Regionalny Verdon                          | 3 marca 1997         | 1769               | 19,6           | Prowansja-Alpy-Lazurowe Wybrzeże                     | Park znajduje się na skraju Alp, w jego granicach znajduje się najgłębszy wąwóz Europy |       |
| Park Regionalny Perche                          | 16 stycznia 1998     | 1820               | 74             | Region Centralny-Dolina Loary, Normandia             | Bogaty krajobraz kulturowo-przyrodniczy który charakteryzują konie rasy perszeron |       |
| Park Regionalny Avesnois                        | 13 marca 1998        | 1250               | 131            | Hauts-de-France                                      | Cenny obszar bioróżnorodności w silnie zurbanizowanym obszarze północnej Francji |       |
| Park Regionalny Périgord Limousin               | 16 marca 1998        | 1800               | 49,7           | Nowa Akwitania                                       | Zachodni skraj Masywu Centralnego z charakterystycznymi zalesieniami, dolinkami i ekosystemami wodnymi |       |
| Park Regionalny Gâtinais français               | 4 maja 1999          | 756                | 82,2           | Île-de-France                                        | Cenny krajobraz kulturowo-przyrodniczy na skraju aglomeracji Paryża i puszczy Fontainebleau, wraz z którą tworzy rezerwat biosfery UNESCO |       |
| Park Regionalny Causses du Quercy               | 1 października 1999  | 1757               | 26             | Oksytania                                            | Płaskowyże wapienne w południowo-zachodniej części Masywu Centralnego z cennym dziedzictwem prehistorycznym, historycznym i agrarnym |       |
| Park Regionalny Gujany                          | 26 marca 2001        | 2247               | 8,1            | Gujana Francuska                                     | Cenne dziedzictwo przyrodnicze i kulturowe wybrzeża Gujany Francuskiej |       |
| Park Regionalny Monts d’Ardèche                 | 9 kwietnia 2001      | 1800               | 56             | Owernia-Rodan-Alpy                                   | Różnorodne krajobrazy wschodniego Masywu Centralnego |       |
| Park Regionalny Narbonnaise en Méditerranée     | 18 grudnia 2003      | 801                | 28             | Oksytania                                            | Jedno z największych zachowanych wybrzeży lagunowych Morza Śródziemnego i pobliskie góry niskie Corbières |       |
| Park Regionalny Oise-Pays de France             | 15 stycznia 2004     | 600                | 110            | Hauts-de-France, Île-de-France                       | Cenny krajobraz kulturowy będący pod presją aglomeracji paryskiej |       |
| Park Regionalny Pirenejów Katalońskich          | 5 marca 2004         | 1371               | 21             | Oksytania                                            | Wschodnia część Pirenejów o cennych walorach przyrodniczo-kulturowych z masywem Canigou, jednym z katalońskich symboli |       |
| Park Regionalny Millevaches en Limousin         | 18 maja 2004         | 3143               | 38,7           | Nowa Akwitania                                       | Słabo zaludniona granitowa wyżyna o klimacie wilgotnym oceanicznym |       |
| Park Regionalny Alpilles                        | 30 stycznia 2007     | 510                | 46             | Prowansja-Alpy-Lazurowe Wybrzeże                     | Prealpy wapienne z cennymi ekosystemami typowymi dla klimatu śródziemnomorskiego |       |
| Park Regionalny Pyrénées ariégeoises            | 30 maja 2009         | 2465               | 42             | Oksytania                                            | Bogate tereny przyrodnicze i historyczne z cennym dziedzictwem jaskiń zasiedlonych w epoce lodowcowej |       |
| Park Regionalny Ardenów                         | 23 grudnia 2011      | 1160               | 76             | Grand Est                                            | Francuski skraj zalesionego masywu Ardenów z przełomowym odcinkiem Mozeli |       |
| Park Regionalny Préalpes d’Azur                 | 30 marca 2012        | 889                | 31,2           | Prowansja-Alpy-Lazurowe Wybrzeże                     | Jeden z najmłodszych parków regionalnych Francji chroni część prealp poddaną wpływom klimatu śródziemnomorskiego |       |
| Park Regionalny Marais poitevin                 | 20 maja 2014         | 1 973              | 195            | Nowa Akwitania                                       | Drugi pod względem wielkości ekosystem wilgotny Francji, zwany niekiedy „Zieloną Wenecją”. Park reaktywowany w 2014 roku; istniał wcześniej w latach 1979-1996                                                                                  |       |
| Park Regionalny Zatoki Morbihan                 | 2 października 2014  | 642 + 170 na morzu | 166,5          | Bretania                                             | Park chroni 460 km wybrzeża południowej Bretanii i sądiadujących terenów wokół miasta Vannes o bogatej awifaunie i historii |       |
| Park Regionalny Baronii Prowansalskich          | 26 stycznia 2015     | 1 506              | 31             | Prowansja-Alpy-Lazurowe Wybrzeże, Owernia-Rodan-Alpy | Bogaty przyrodniczo i geologicznie obszar na skraju klimatu alpejskiego i śródziemnomorskiego, z licznym dziedzictwem historycznym i rolniczym                                                                                                  |       |